# Mala Ludina
Mala Ludina is een plaats in de gemeente Velika Ludina in de Kroatische provincie Sisak-Moslavina. De plaats telt 181 inwoners (2001).